# 平成18年台風第21号
平成18年台風第21号（へいせい18ねんたいふうだい21ごう、アジア名：Durian、フィリピン名：Reming）は、2006年11月に発生しフィリピンやベトナムなどに甚大な被害をもたらした台風である。特にフィリピンでは同年8月に起きたマヨン山の噴火と相まってラハールが発生し、ルソン島などで被害がより顕著となった。

## 概要

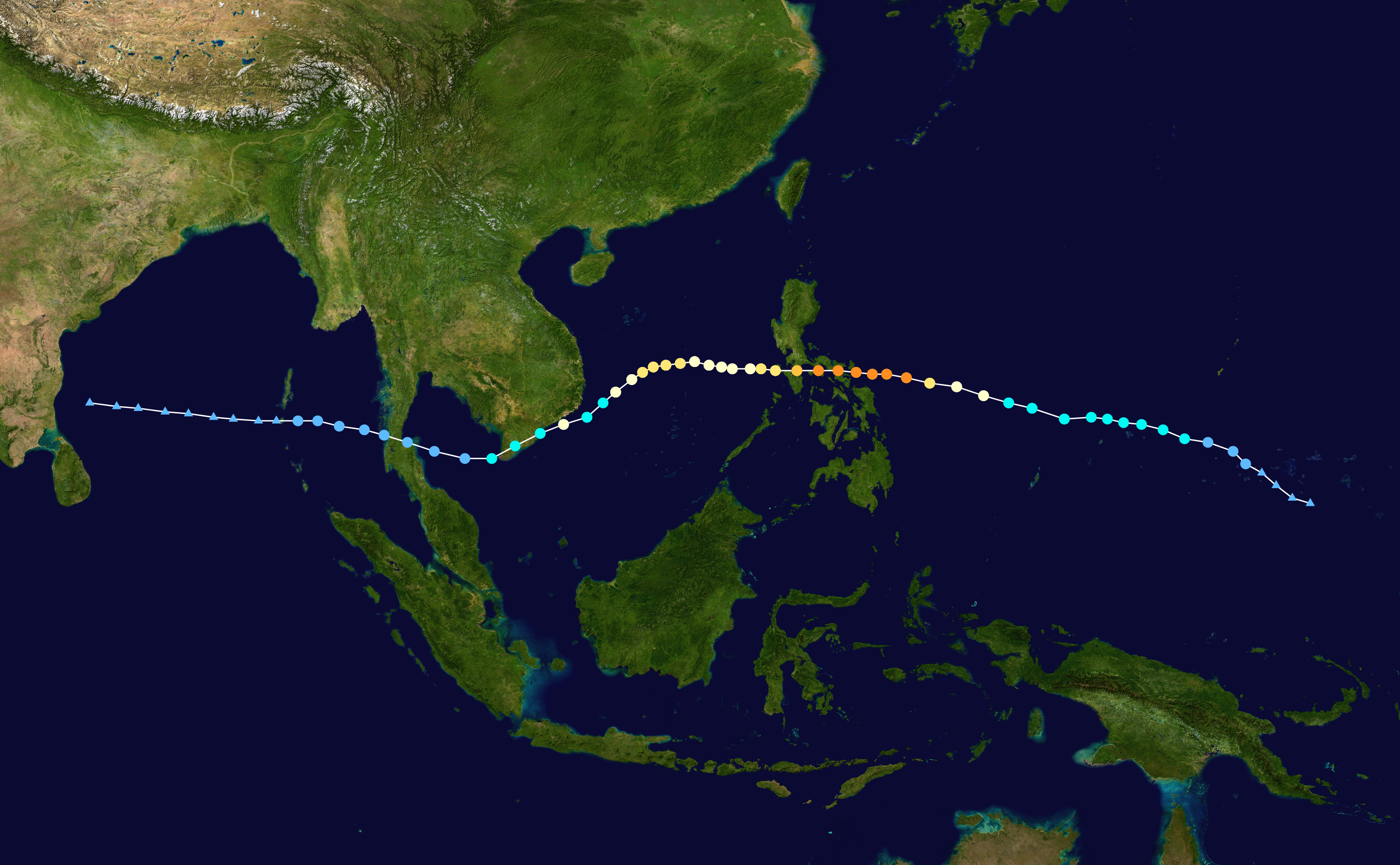
進路図

2006年11月26日、フィリピンの東で台風21号が発生しアジア名「ドリアン（Durian）」と命名された。命名国はタイで、その名の通り果物のドリアンを意味する。なお、フィリピン大気地球物理天文局（PAGASA）はこの台風についてフィリピン名「レミング（Reming）」と命名している。台風はフィリピン方面に向けて西進し、27日にはヤップ島に接近して同島を強風域に巻き込み、29日頃からは急速に発達し、わずか1日で60hPaも中心気圧が低下して、非常に強い勢力となった。そして30日午前にフィリピンのルソン島南部に上陸。西に横断して一旦はラガイ湾に抜けた後、再び半島部に上陸した。ルソン島を横断後は南シナ海へ抜け、その後ベトナムの南部に再上陸しタイランド湾において消滅した。

## 影響・被害
この台風は、フィリピンとベトナムに特に大きな被害をもたらした。
台風の直撃を受けたたルソン島では同年8月、発生したマヨン山の噴火と相まってラハールと呼ばれる現象が起き、山腹や山麓などにあった火山堆積物が泥流化して下流の集落や農地、公共施設などに襲いかかり、死者620人・行方不明者710人・倒壊家屋約9000戸という被害が発生した。台風の接近に伴い、マヨン山周辺では30日の午前中から風雨が強まり、11時から17時までの6時間雨量の総計は400mmを超えた。すなわち、平均して時間雨量60mm以上の豪雨が6時間も続いたことになる。この集中豪雨により、アルバイ州レガスピ市などマヨン山周辺の広範囲にわたって大規模な泥流災害が起きた。
フィリピン国内での総合的な人的被害は死者734人・行方不明者762人・負傷者762人となっているほか、被災者数は353万6,342人にも上り、被害額は１億900万ドルに達した。
ベトナムでは、死者85人・行方不明者10人・負傷者1,360人の人的被害が発生したほか120万人が被災し、12万件もの家屋が被害を受け経済被害も4億5,600万ドルとなった。ベトナムの南部は低緯度ということもあり、強い台風の来襲は余り多くなく、例え勢力が衰えつつある台風であっても被害が拡大しやすい。

## その他
この台風のアジア名「ドリアン（Durian）」はこの台風限りで使用中止となり、次順からは「マンクット（Mangkhut）」というアジア名が使用されることになった。しかし「マンクット（Mangkhut）」も、2018年の台風22号限りで使用中止となったため、最終的には「クラトーン（Krathon）」というアジア名に置き換えられた。
さらにこの台風のフィリピン名「レミング（Reming）」も、同様にこの台風限りで使用中止となって次順からは「ルビー（Ruby）」というフィリピン名が使用されることになったが、このフィリピン名も2014年の台風22号限りで使用中止となった。次順からは「ロジータ（Rosita）」というフィリピン名が使用されることになったが、このフィリピン名も2018年の台風26号限りで使用中止となったため、最終的には「ロサール（Rosal）」というフィリピン名が使用されることになった。